# Université János-Selye
 (juin 2025).
Si vous disposez d'ouvrages ou d'articles de référence ou si vous connaissez des sites web de qualité traitant du thème abordé ici, merci de compléter l'article en donnant les références utiles à sa vérifiabilité et en les liant à la section « Notes et références ».
L’Université János Selye (en hongrois : Selye János Egyetem ; en slovaque : Univerzita J. Selyeho) est la seule université magyarophone de Slovaquie. Elle a été fondée en 2004 dans la ville de Komárno située à la frontière hongroise, en face de Komárom.
Son nom est celui du scientifique austro-hongrois puis canadien János Selye, endocrinologue né à Vienne ayant effectué une partie de sa scolarité à Komárno.

## Facultés[1]
- Faculté d'économie
- Faculté de pédagogie
- Faculté de théologie réformée

## Galerie

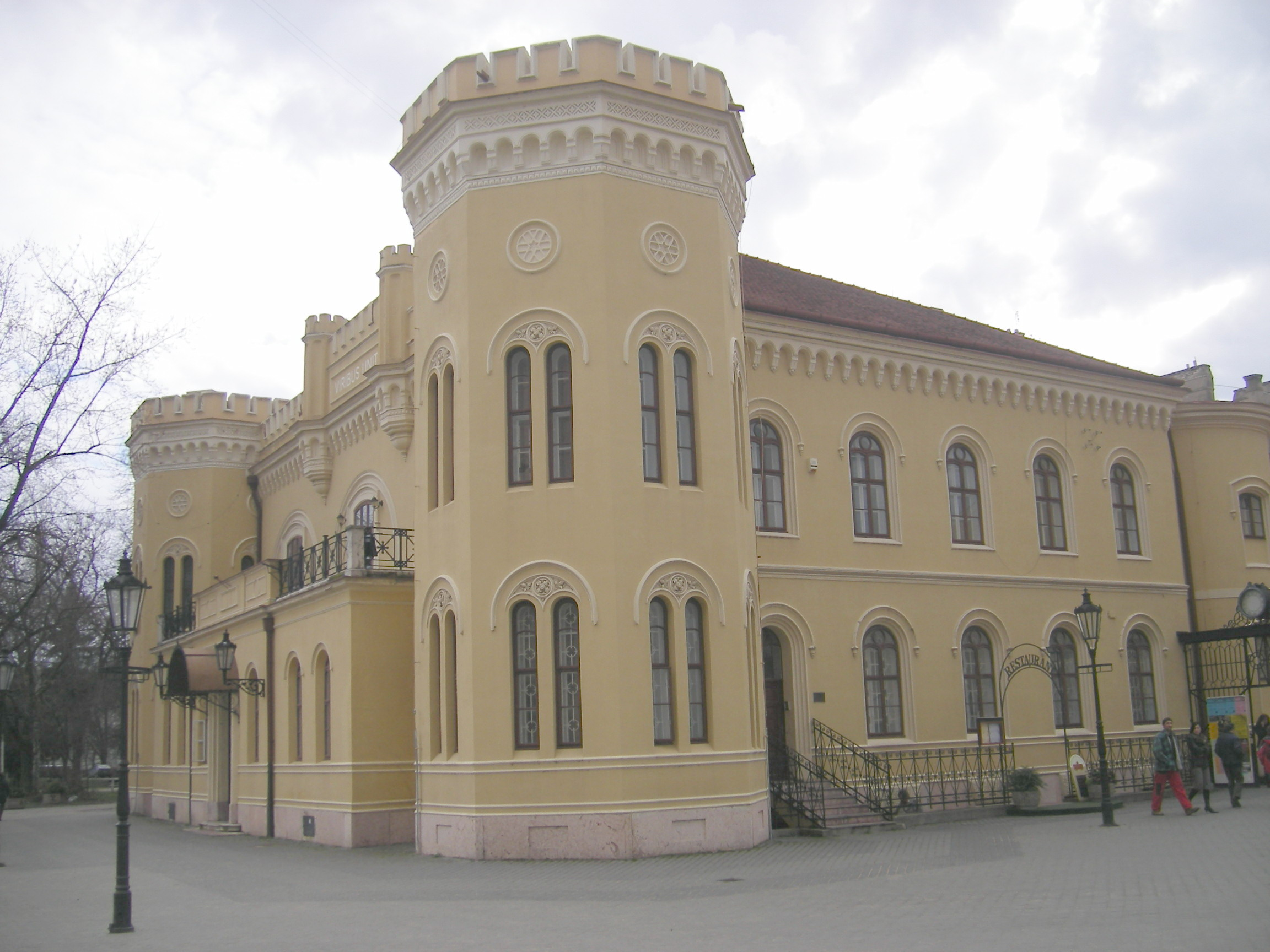
Vue du bâtiment central
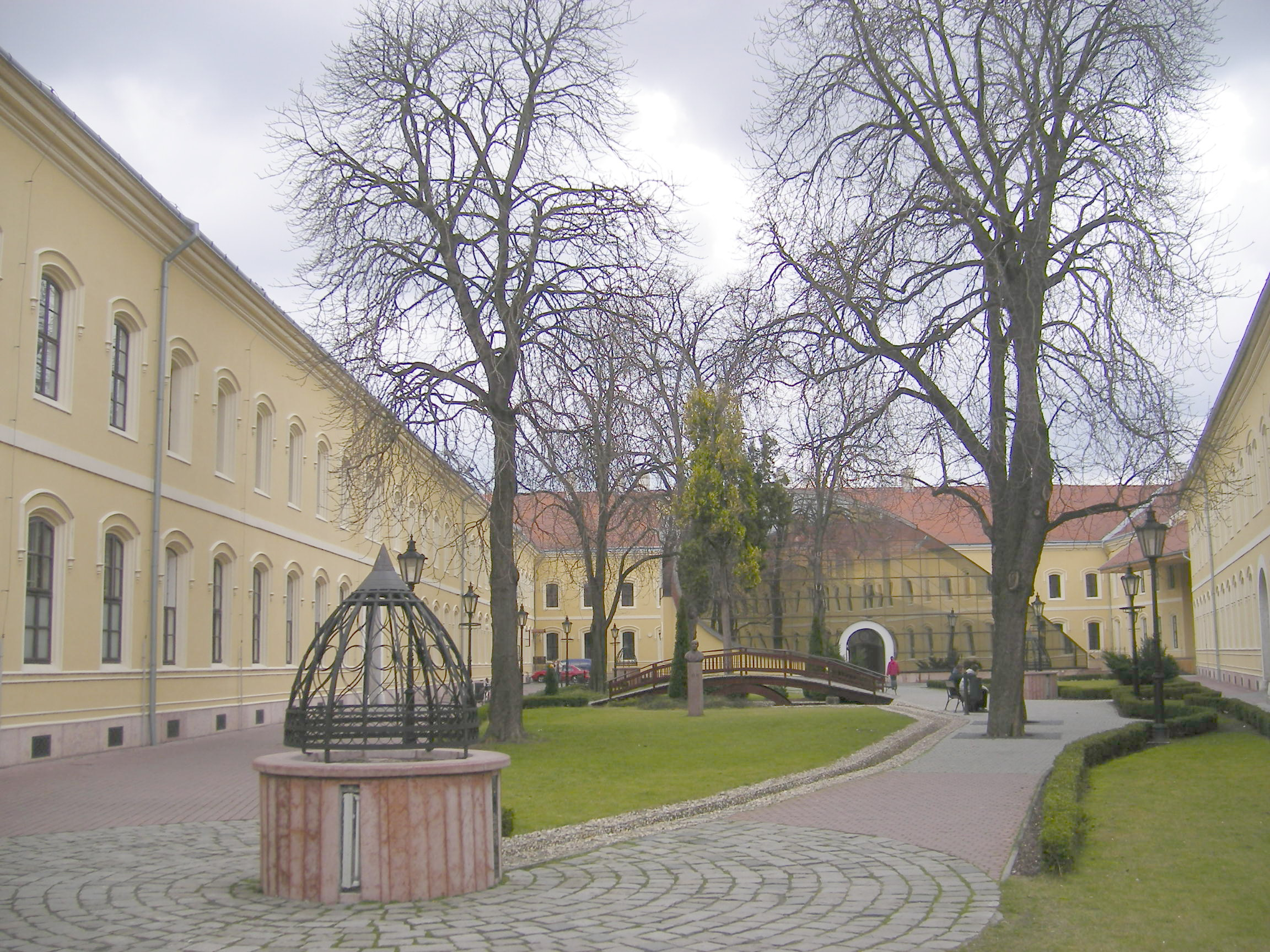
Vue du bâtiment central
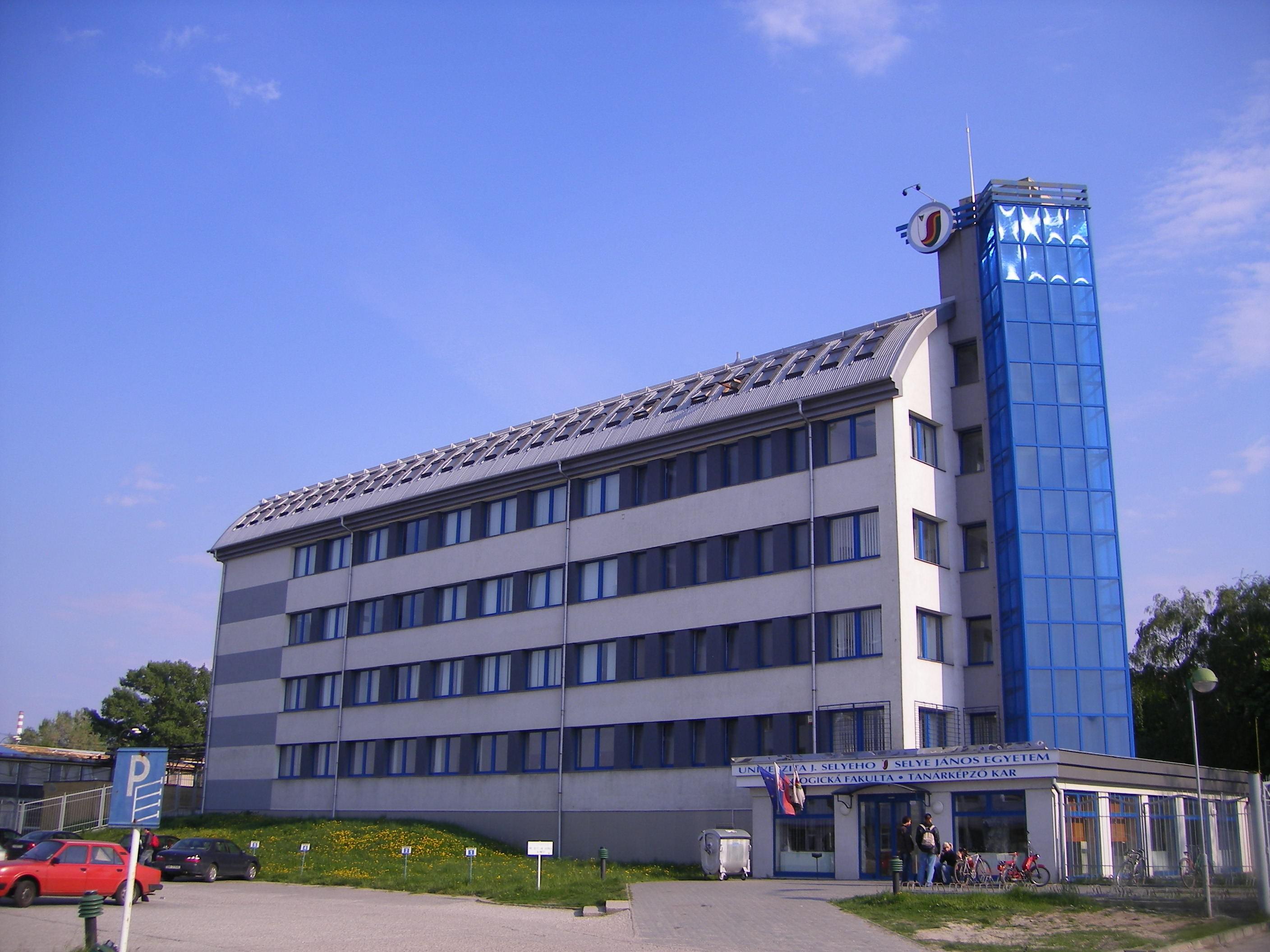
Faculté de pédagogie
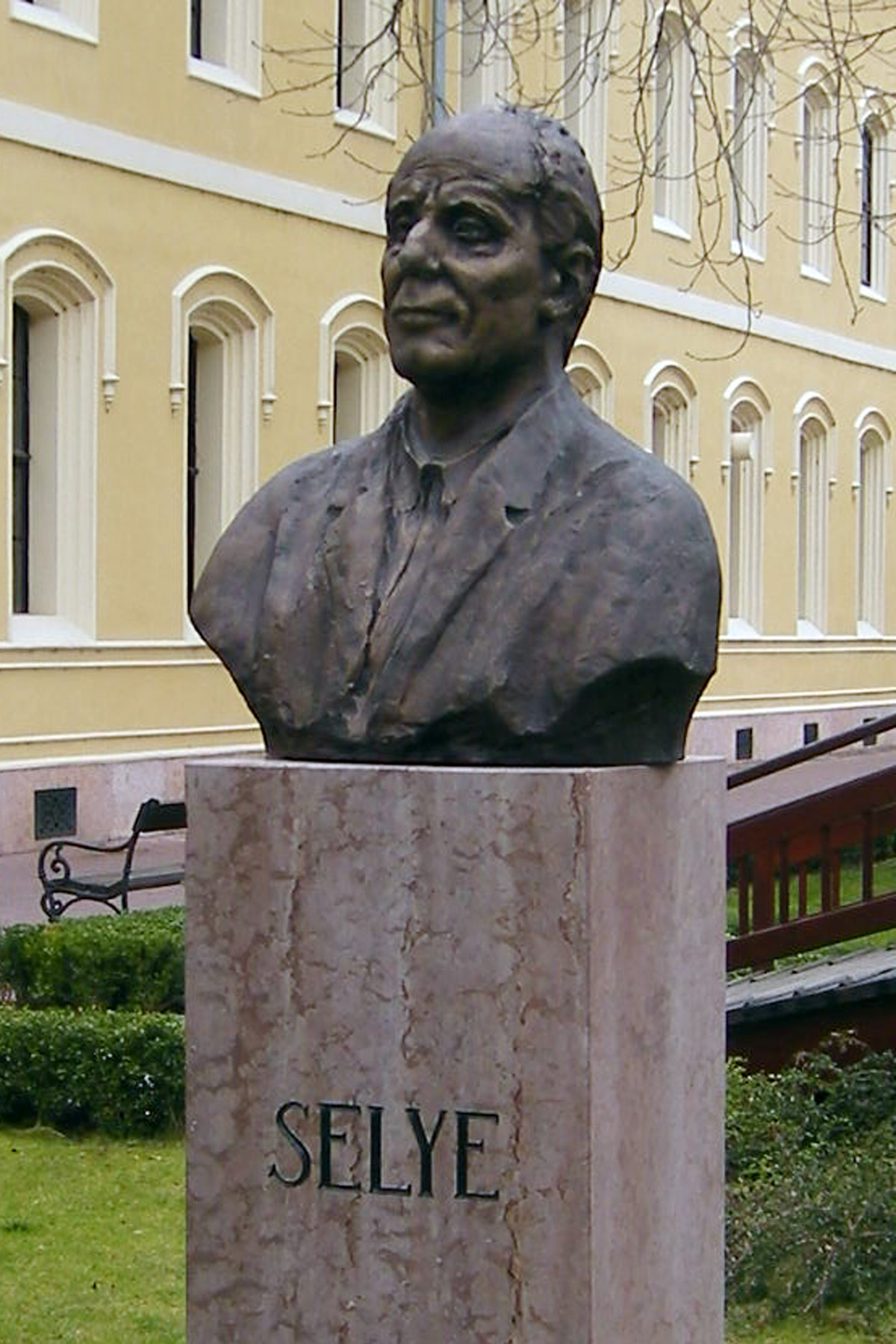
Buste de János Selye